# Longicella catamelas
Longicella catamelas är en fjärilsart som beskrevs av Jordan 1912. Longicella catamelas ingår i släktet Longicella och familjen nattflyn. Inga underarter finns listade i Catalogue of Life.